# Goodbye Bafana
Goodbye Bafana (engl. für Lebe wohl, Bafana) ist ein Filmdrama aus dem Jahr 2007, das auf den Memoiren von Nelson Mandelas Gefängniswärter James Gregory basiert. Bafana ist der Name seines schwarzen Kindheitsfreundes, der während seines gesamten Lebens gegenwärtig bleiben sollte. „Goodbye Bafana“ sind die Worte, mit denen James Gregory sein gleichnamiges Buch beendet, als er Nelson Mandela in die Freiheit verabschiedet. Gezeigt wurde der Film zum ersten Mal auf der Berlinale 2007, Kinostart in Deutschland war der 12. April 2007. Produziert wurde der Spielfilm von den Unternehmen X Filme Creative Pool (Deutschland), Banana Films (Belgien) und Arsam International (Frankreich).

## Handlung
Südafrika im Jahr 1968: Gegen das brutale Apartheid-Regime der National Party formiert sich immer stärkerer Widerstand. Aus Angst, die Macht zu verlieren, verbietet die weiße Regierung alle Widerstandsorganisationen und verbannt deren politische Anführer auf die Gefängnisinsel Robben Island in der Nähe von Kapstadt.
So auch Nelson Mandela, der auf Robben Island den rassistischen Gefängniswächter James Gregory trifft. Gregory, der mit Xhosa aufgewachsen ist und daher Mandelas Muttersprache Xhosa beherrscht, wird Leiter der Zensurabteilung und kontrolliert die Post sowie die Gespräche der Gefangenen.
Im Lauf der Zeit lernt er Nelson Mandela immer besser kennen und aus dem einstigen Rassisten Gregory wird ein Befürworter des Kampfes für ein freies Südafrika.

## Kritiken
- Rolf von der Reith schrieb in der TV digital 8/2007, dass die spannende Geschichte leider zu brav und behäbig erzählt sei, aber unter den holzschnittartigen Charakteren des Films würde der 24-Star Dennis Haysbert überzeugen.

- Film-Dienst: Der Film erzählt, wie in dem vom Apartheid-Regime geprägten Mann allmählich über die Rassengrenzen hinweg Respekt für den Gefangenen erwächst und eine innige Freundschaft entsteht. Die Inszenierung bedient sich vieler aufwühlender Momente, deren historische Glaubhaftigkeit jedoch zweifelhaft ist. Ein schwelgerischer und durchaus nobler Traum ohne Rückbindung an die wirklichen Begebenheiten.

- Critic.de: Goodbye Bafana will die Entwicklungsgeschichte eines rassistischen Mannes erzählen und anhand seines Beispiels die eines ebensolchen Regimes. Nur geschieht dies in Sprüngen, nicht schrittweise, und ist somit kaum nachvollziehbar und involvierend. Nach einigen gemeinsamen Szenen, die wenig Gelegenheit für eine glaubhafte Annäherung zwischen den beiden Hauptfiguren bieten, schlägt sich Gregory bereits auf Mandelas Seite, sodass alles, was danach folgt, Spannung und Überraschung vermissen lässt.[3]